# Persone di cognome Evans
| Questa pagina contiene informazioni ricavate automaticamente dalle voci biografiche con l'ausilio del template Bio e di un bot. L'aggiornamento è periodico e automatico e ricostruisce completamente la pagina. Se manca una persona in questa lista, sei pregato di non aggiungerla, ma accertati piuttosto che la sua voce biografica contenga il template Bio e che i dati anagrafici siano correttamente compilati. Se il template Bio manca, inseriscilo tu stesso o, in alternativa, metti l'avviso {{tmp\|Bio}} che ne segnala la mancanza. Se i dati riportati sono sbagliati, correggi direttamente la voce biografica; le modifiche saranno visibili in questa lista entro pochi giorni. Per chiarimenti vedi il progetto antroponimi. La lista contiene solo le 224 persone che sono citate nell'enciclopedia e per le quali è stato implementato correttamente il template Bio. Pagina aggiornata al 23 lug 2025. |

Questa è una lista di persone presenti nell'enciclopedia che hanno il cognome Evans, suddivise per attività principale.

## Allenatori di calcio(6)
- Steve Evans, allenatore di calcio e ex calciatore scozzese (Glasgow, n. 1962)
- Allan Evans, allenatore di calcio e ex calciatore scozzese (Dunfermline, n. 1956)
- John Evans, allenatore di calcio e calciatore inglese (Tilbury, n. 1929 - Essex, † 2004)
- Maurice Evans, allenatore di calcio e calciatore inglese (Didcot, n. 1936 - Reading, † 2000)
- Steve Evans, allenatore di calcio e ex calciatore gallese (Wrexham, n. 1979)
- Stewart Evans, allenatore di calcio e ex calciatore inglese (Rotherham, n. 1960)

## Ammiragli(1)
- Edward Evans, I barone Mountevans, ammiraglio e esploratore britannico (Londra, n. 1880 - Norvegia, † 1957)

## Arbitri di calcio(1)
- Simon Lee Evans, arbitro di calcio gallese (Bangor, n. 1975)

## Arbitri di pallacanestro(1)
- Hugh Evans, arbitro di pallacanestro e cestista statunitense (Squire, n. 1940 - † 2022)

## Archeologi(2)
- Arthur Evans, archeologo britannico (Nash Mills, n. 1851 - Youlbury, † 1941)
- John Evans, archeologo, numismatico e geologo britannico (Britwell Court, n. 1823 - Berkhamsted, † 1908)

## Artisti marziali misti(1)
- Rashad Evans, artista marziale misto statunitense (Niagara Falls, n. 1979)

## Astronauti(1)
- Ron Evans, astronauta statunitense (St. Francis, n. 1933 - Scottsdale, † 1990)

## Astronomi(1)
- Robert Owen Evans, astronomo australiano (Sydney, n. 1937 - † 2022)

## Attori(19)
- Art Evans, attore statunitense (Berkeley, n. 1942 - Los Angeles, † 2024)
- Chris Evans, attore statunitense (Boston, n. 1981)
- Damon Evans, attore statunitense (Baltimora, n. 1949)
- Daniel Evans, attore, regista teatrale e direttore artistico britannico (Rhondda, n. 1973)
- Frank Evans, attore statunitense (n. 1849 - Washington, † 1934)
- Fred Evans, attore, regista e sceneggiatore inglese (Londra, n. 1889 - Warwickshire, † 1951)
- Gene Evans, attore statunitense (Holbrook, n. 1922 - Jackson, † 1998)
- Harvey Evans, attore e ballerino statunitense (Cincinnati, n. 1941 - Englewood, † 2021)
- Josh Ryan Evans, attore statunitense (Hayward, n. 1982 - San Diego, † 2002)
- Lee Evans, attore e sceneggiatore britannico (Bristol, n. 1964)
- Luke Evans, attore e cantante gallese (Pontypool, n. 1979)
- Matthew J. Evans, attore, regista e produttore cinematografico statunitense (San Luis Obispo, n. 1996)
- Maurice Evans, attore britannico (Dorchester, n. 1901 - Rottingdean, † 1989)
- Mike Evans, attore statunitense (Salisbury, n. 1949 - Twentynine Palms, † 2006)
- Rupert Evans, attore britannico (Staffordshire, n. 1977)
- Scott Evans, attore statunitense (Sudbury, n. 1983)
- Shaun Evans, attore britannico (Liverpool, n. 1980)
- Terrence Evans, attore statunitense (Sharon, n. 1934 - Burbank, † 2015)
- Troy Evans, attore statunitense (Missoula, n. 1948)

## Attori pornografici(1)
- Kris Evans, ex attore pornografico, modello e culturista ungherese (Nagyatád, n. 1986)

## Attrici(14)
- Alice Evans, attrice inglese (Summit, n. 1968)
- Andrea Evans, attrice statunitense (Aurora, n. 1957 - Pasadena, † 2023)
- Dale Evans, attrice e cantautrice statunitense (Uvalde, n. 1912 - Apple Valley, † 2001)
- Edith Evans, attrice britannica (Pimlico, n. 1888 - Cranbrook, † 1976)
- Estelle Evans, attrice bahamense (Nassau, n. 1906 - New York, † 1985)
- Indiana Evans, attrice e cantante australiana (Sydney, n. 1990)
- Joan Evans, attrice statunitense (New York, n. 1934 - Henderson, † 2023)
- Judi Evans, attrice statunitense (Montebello, n. 1964)
- Kazumi Evans, attrice, doppiatrice e cantante canadese (Vancouver, n. 1989)
- Linda Evans, attrice statunitense (Hartford, n. 1942)
- Madge Evans, attrice statunitense (New York, n. 1909 - Oakland, † 1981)
- Mary Beth Evans, attrice statunitense (Pasadena, n. 1961)
- Monica Evans, attrice e doppiatrice britannica (Camberwell, n. 1940)
- Muriel Evans, attrice statunitense (Minneapolis, n. 1910 - Woodland Hills, † 2000)

## Attrici pornografiche(2)
- Alana Evans, ex attrice pornografica statunitense (Fort Campbell, n. 1976)
- Sophie Evans, ex attrice pornografica ungherese (Seghedino, n. 1976)

## Attrici teatrali(1)
- Kathryn Evans, attrice teatrale, cantante e ballerina britannica (Londra, n. 1952)

## Avvocati(1)
- Gwynfor Evans, avvocato, scrittore e politico gallese (Barry, n. 1912 - Pencarreg, † 2005)

## Bassi-baritoni(1)
- Geraint Evans, basso-baritono britannico (Cilfynydd, n. 1922 - Aberystwyth, † 1992)

## Bassisti(2)
- Ean Evans, bassista statunitense (Atlanta, n. 1960 - Columbus, † 2009)
- Mark Evans, bassista australiano (Melbourne, n. 1956)

## Biblisti(1)
- Craig Evans, biblista e scrittore statunitense (n. 1952)

## Biologi(1)
- Martin Evans, biologo e genetista britannico (Stroud, n. 1941)

## Bobbiste(1)
- Aja Evans, bobbista statunitense (Chicago, n. 1988)

## Calciatori(20)
- Aaron Evans, calciatore australiano (Canberra, n. 1994)
- Alun Evans, ex calciatore inglese (Kidderminster, n. 1949)
- Alun Evans, ex calciatore neozelandese (n. 1965)
- Antony Evans, calciatore inglese (Kirkby, n. 1998)
- Bobby Evans, calciatore e allenatore di calcio scozzese (Glasgow, n. 1927 - † 2001)
- Brad Evans, ex calciatore statunitense (Phoenix, n. 1985)
- Brett Evans, ex calciatore sudafricano (Johannesburg, n. 1982)
- Ched Evans, calciatore gallese (Rhyl, n. 1988)
- Corry Evans, calciatore nordirlandese (Belfast, n. 1990)
- Dennis Evans, calciatore inglese (Liverpool, n. 1930 - Londra, † 2000)
- George Evans, calciatore inglese (Cheadle, n. 1994)
- Lavard Evans, ex calciatore britannico (n. 1975)
- Lee Evans, calciatore gallese (Newport, n. 1994)
- Liam Evans, calciatore britannico (Hamilton, n. 1997)
- Marlon Evans, calciatore statunitense (Tamuning, n. 1997)
- Mickey Evans, ex calciatore irlandese (Plymouth, n. 1973)
- Phil Evans, ex calciatore gallese (Cardiff, n. 1980)
- Roy Evans, ex calciatore e allenatore di calcio inglese (Bootle, n. 1948)
- Willie Evans, calciatore gallese (Waunllwyd, n. 1912 - † 1976)
- Willie Evans, calciatore ghanese (n. 1939 - † 2014)

## Calciatrici(2)
- Gemma Evans, calciatrice gallese (Gelli, n. 1988)
- Lisa Evans, calciatrice scozzese (Perth, n. 1992)

## Canottieri(1)
- Mark Evans, ex canottiere canadese (Toronto, n. 1957)

## Cantanti(8)
- Dave Evans, cantante britannico (Carmarthen, n. 1952)
- Morgan Evans, cantante australiano (Newcastle, n. 1985)
- Nathan Evans, cantante scozzese (Airdrie, n. 1994)
- Rod Evans, cantante britannico (Eton, n. 1947)
- Tania Evans, cantante britannica (Londra, n. 1967)
- Tiffany Evans, cantante e attrice statunitense (New York, n. 1992)
- Giveon, cantante statunitense (Long Beach, n. 1995)
- Yazz, cantante britannica (Hammersmith e Fulham, n. 1960)

## Cantautori(2)
- Chubby Checker, cantautore statunitense (Spring Gulley, n. 1941)
- Ray Evans, cantautore statunitense (Salamanca, n. 1915 - Los Angeles, † 2007)

## Cantautrici(3)
- Faith Evans, cantautrice e attrice statunitense (Lakeland, n. 1973)
- Gyan Evans, cantautrice e produttrice discografica australiana (Geelong, n. 1960)
- Sara Evans, cantautrice statunitense (Boonville, n. 1971)

## Cestiste(4)
- Dana Evans, cestista statunitense (Blue Island, n. 1998)
- Dawn Evans, ex cestista statunitense (Clarksville, n. 1989)
- Jodi Evans, ex cestista canadese (Calgary, n. 1968)
- Shante Evans, cestista statunitense (West Chester, n. 1991)

## Cestisti(20)
- Billy Evans, cestista statunitense (Berea, n. 1932 - † 2020)
- Billy Evans, ex cestista statunitense (n. 1947)
- Bob Evans, cestista e allenatore di pallacanestro statunitense (Greenville, n. 1925 - Indianapolis, † 1997)
- Brian Evans, ex cestista statunitense (Rockford, n. 1973)
- Chris Evans, cestista statunitense (Chesapeake, n. 1991)
- Chuck Evans, ex cestista e allenatore di pallacanestro statunitense (Atlanta, n. 1971)
- Hank Evans, cestista statunitense (Stoneboro, n. 1914 - Hermitage, † 2000)
- Mike Evans, ex cestista e allenatore di pallacanestro statunitense (Goldsboro, n. 1955)
- Reggie Evans, ex cestista statunitense (Pensacola, n. 1980)
- Dwayne Evans, cestista statunitense (Bolingbrook, n. 1992)
- George Evans, ex cestista statunitense (Portsmouth, n. 1971)
- Heshimu Evans, ex cestista statunitense (Bronx, n. 1975)
- Jawun Evans, cestista statunitense (Greenville, n. 1996)
- Jeremy Evans, cestista statunitense (Crossett, n. 1987)
- Keenan Evans, cestista statunitense (Richardson, n. 1996)
- Luke Evans, cestista statunitense (Oceanside, n. 1991)
- Maurice Evans, ex cestista statunitense (Wichita, n. 1978)
- Ryan Evans, cestista statunitense (Chicago, n. 1990)
- Sean Evans, cestista statunitense (Filadelfia, n. 1988)
- Tyreke Evans, cestista statunitense (Chester, n. 1989)

## Chitarristi(1)
- The Edge, chitarrista, cantante e tastierista britannico (Londra, n. 1961)

## Ciclisti su strada(1)
- Cadel Evans, ex ciclista su strada e mountain biker australiano (Katherine, n. 1977)

## Conduttori televisivi(1)
- Chris Evans, conduttore televisivo e conduttore radiofonico britannico (Warrington, n. 1966)

## Danzatori(1)
- Albert Evans, ballerino e coreografo statunitense (Atlanta, n. 1968 - New York, † 2015)

## Diplomatici(1)
- Richard Evans, diplomatico inglese (Belize, n. 1928 - Wiltshire, † 2012)

## Dirigenti d'azienda(1)
- Mal Evans, manager e musicista britannico (Liverpool, n. 1935 - Los Angeles, † 1976)

## Dirigenti sportivi(2)
- Jonny Evans, dirigente sportivo e ex calciatore nordirlandese (Belfast, n. 1988)
- Billy Evans, dirigente sportivo e arbitro di baseball statunitense (Chicago, n. 1884 - Miami, † 1956)

## Ecologi(1)
- Ianto Evans, ecologo, architetto e inventore britannico (n. 1949)

## Esploratori(1)
- Edgar Evans, esploratore e militare gallese (Middleton, n. 1876 - Antartide, † 1912)

## Filosofi(1)
- Gareth Evans, filosofo inglese (Londra, n. 1946 - Oxford, † 1980)

## Fotografi(1)
- Walker Evans, fotografo statunitense (Saint Louis, n. 1903 - New Haven, † 1975)

## Generali(1)
- Nathan George Evans, generale statunitense (Contea di Marion, n. 1824 - Midway, † 1868)

## Giavellottiste(1)
- Erma-Gene Evans, giavellottista santaluciana (Castries, n. 1984)

## Giocatori di football americano(18)
- Dick Evans, giocatore di football americano e cestista statunitense (Chicago, n. 1917 - Sarasota, † 2008)
- Norm Evans, ex giocatore di football americano statunitense (Santa Fe, n. 1942)
- Akayleb Evans, giocatore di football americano statunitense (Long Island, n. 1999)
- Bobby Evans, giocatore di football americano statunitense (Allen, n. 1997)
- Heath Evans, ex giocatore di football americano statunitense (West Palm Beach, n. 1978)
- Chris Evans, giocatore di football americano statunitense (Indianapolis, n. 1997)
- Darrynton Evans, giocatore di football americano statunitense (Oak Hill, n. 1998)
- Ethan Evans, giocatore di football americano statunitense (Mount Airy, n. 2001)
- Fred Evans, giocatore di football americano statunitense (Chicago, n. 1983)
- Jack Evans, giocatore di football americano statunitense (Colorado Springs, n. 1905 - Santa Ana, † 1980)
- Jahri Evans, giocatore di football americano statunitense (Filadelfia, n. 1983)
- Jordan Evans, ex giocatore di football americano statunitense (Norman, n. 1995)
- Josh Evans, ex giocatore di football americano statunitense (Irvington, n. 1991)
- Justin Evans, giocatore di football americano statunitense (Wiggins, n. 1995)
- Mike Evans, giocatore di football americano statunitense (Galveston, n. 1993)
- Rashaan Evans, giocatore di football americano statunitense (Auburn, n. 1996)
- Vince Evans, ex giocatore di football americano statunitense (Greensboro, n. 1955)
- Zach Evans, giocatore di football americano statunitense (Houston, n. 2001)

## Giornalisti(3)
- Beriah Gwynfe Evans, giornalista, drammaturgo e politico gallese (Brynmawr, n. 1848 - Caernarfon, † 1927)
- Hilary Evans, giornalista e saggista britannico (Shrewsbury, n. 1929 - Londra, † 2011)
- Nicholas Evans, giornalista, scrittore e produttore televisivo inglese (Bromsgrove, n. 1950 - † 2022)

## Informatici(1)
- David C. Evans, informatico statunitense (Salt Lake City, n. 1924 - † 1998)

## Ingegneri(1)
- Walter Evans, ingegnere statunitense (n. 1920 - † 1999)

## Microbiologhe(1)
- Alice Catherine Evans, microbiologa statunitense (Neath, n. 1881 - Alexandria, † 1975)

## Modelle(2)
- Alexandrya Evans, modella statunitense (Saint Croix, n. 1986)
- Danielle Evans, modella statunitense (Little Rock, n. 1985)

## Musicologi(1)
- Peter Evans, musicologo britannico (Hartlepool, n. 1929 - Hereford, † 2018)

## Nuotatori(2)
- Clay Evans, ex nuotatore canadese (El Bagic, n. 1953)
- Peter Evans, ex nuotatore australiano (n. 1961)

## Nuotatrici(3)
- Barbara Evans, nuotatrice australiana (Newcastle, n. 1940 - † 2021)
- Blair Evans, ex nuotatrice australiana (Perth, n. 1991)
- Janet Evans, ex nuotatrice statunitense (Fullerton, n. 1971)

## Odontoiatri(1)
- Thomas W. Evans, dentista statunitense (n. 1823 - Parigi, † 1897)

## Ornitologi(1)
- Arthur Humble Evans, ornitologo e botanico britannico (Seremerston, n. 1855 - Crowthorne, † 1943)

## Pallanuotisti(2)
- Gwynne Evans, pallanuotista e nuotatore statunitense (St. Louis, n. 1880 - St. Louis, † 1965)
- Mike Evans, ex pallanuotista statunitense (Fontana, n. 1960)

## Pallavoliste(1)
- Ashley Evans, pallavolista statunitense (Liberty Township, n. 1994)

## Percussionisti(1)
- Guy Evans, percussionista britannico (Birmingham, n. 1947)

## Pianisti(1)
- Bill Evans, pianista e compositore statunitense (Plainfield, n. 1929 - New York, † 1980)

## Piloti automobilistici(2)
- Mitch Evans, pilota automobilistico neozelandese (Auckland, n. 1994)
- Bob Evans, pilota automobilistico inglese (Waddington, n. 1947)

## Piloti di rally(1)
- Elfyn Evans, pilota di rally britannico (Dolgellau, n. 1988)

## Piloti motociclistici(1)
- Pat Evans, pilota motociclistico statunitense (El Cajon, n. 1955 - Bologna, † 1977)

## Pistard(1)
- Neah Evans, pistard e ciclista su strada britannica (Langbank, n. 1990)

## Politiche(2)
- Jill Evans, politica britannica (Rhondda, n. 1959)
- Rebecca Evans, politica gallese (Bridgend, n. 1976)

## Politici(7)
- Dwight Evans, politico statunitense (Filadelfia, n. 1954)
- Gabe Evans, politico statunitense (Aurora, n. 1986)
- Jeffrey Evans, politico e nobile britannico (Göteborg, n. 1948)
- John Evans, politico e medico statunitense (Waynesville, n. 1814 - Denver, † 1897)
- Lane Evans, politico e avvocato statunitense (Rock Island, n. 1951 - East Moline, † 2014)
- Melvin Evans, politico e diplomatico americo-verginiano (Christiansted, n. 1917 - Christiansted, † 1984)
- Nigel Evans, politico britannico (Swansea, n. 1957)

## Politologi(1)
- Luther Evans, politologo statunitense (n. 1902 - † 1981)

## Produttori cinematografici(2)
- Josh Evans, produttore cinematografico, regista e attore statunitense (New York, n. 1971)
- Robert Evans, produttore cinematografico, attore e produttore televisivo statunitense (New York, n. 1930 - Beverly Hills, † 2019)

## Pugili(2)
- Fred Evans, pugile gallese (Cardiff, n. 1991)
- Sid Evans, pugile britannico (Aldermaston, n. 1881 - Reading, † 1927)

## Rapper(1)
- Rapsody, rapper statunitense (Snow Hill, n. 1983)

## Registi(5)
- Bruce A. Evans, regista, scenografo e produttore cinematografico statunitense (Long Beach, n. 1946)
- David Evans, regista britannico (n. 1962)
- David Mickey Evans, regista e sceneggiatore statunitense (Wilkes-Barre, n. 1962)
- Gareth Evans, regista, sceneggiatore e montatore britannico (Hirwaun, n. 1980)
- Marc Evans, regista e sceneggiatore britannico (Cardiff, n. 1963)

## Religiosi(1)
- Filippo Evans, religioso gallese (Monmouth, n. 1645 - Cardiff, † 1679)

## Rugbisti a 15(5)
- Max Evans, rugbista a 15 britannico (Torquay, n. 1983)
- Nick Evans, ex rugbista a 15 e allenatore di rugby a 15 neozelandese (Auckland, n. 1980)
- Ian Evans, ex rugbista a 15 britannico (Johannesburg, n. 1984)
- Ieuan Evans, rugbista a 15 e imprenditore britannico (Swansea, n. 1964)
- Rob Evans, rugbista a 15 britannico (Haverfordwest, n. 1992)

## Sassofonisti(1)
- Bill Evans, sassofonista statunitense (Clarendon Hills, n. 1958)

## Scacchisti(2)
- Larry Evans, scacchista e giornalista statunitense (New York, n. 1932 - Reno, † 2010)
- William Davies Evans, scacchista gallese (Pembrokeshire, n. 1790 - Ostenda, † 1872)

## Schermidori(1)
- Alastair Ivan Ladislaus Lucidus Evans, schermidore statunitense (n. 1880 - Parigi, † 1904)

## Scrittori(2)
- Larry Evans, scrittore, sceneggiatore e commediografo statunitense (Tucson, † 1925)
- Richard Paul Evans, scrittore statunitense (Salt Lake City, n. 1962)

## Scrittrici(1)
- Diana Evans, scrittrice e giornalista britannica (Londra, n. 1972)

## Soprani(2)
- Anne Evans, soprano e insegnante britannica (Londra, n. 1941)
- Rebecca Evans, soprano gallese (Pontrhydyfen, n. 1963)

## Storici(1)
- Richard J. Evans, storico inglese (Woodford Green, n. 1947)

## Tastieristi(1)
- John Evan, tastierista britannico (Blackpool, n. 1948)

## Tennisti(2)
- Brendan Evans, ex tennista statunitense (Pontiac, n. 1986)
- Daniel Evans, tennista britannico (Birmingham, n. 1990)

## Tenori(1)
- Wynne Evans, tenore gallese (Carmarthen, n. 1972)

## Trombonisti(1)
- Nick Evans, trombonista britannico (Newport, n. 1947)

## Ultramaratoneti(1)
- Tom Evans, ultramaratoneta e fondista di corsa in montagna inglese (Heathfield, n. 1992)

## Velocisti(2)
- Dwayne Evans, ex velocista statunitense (Phoenix, n. 1958)
- Lee Evans, velocista statunitense (Madera, n. 1947 - Lagos, † 2021)

## Vescovi cattolici(1)
- Michael Charles Evans, vescovo cattolico britannico (Londra, n. 1951 - Norwich, † 2011)

## Wrestler(2)
- Lacey Evans, wrestler statunitense (Marietta, n. 1990)
- Michael Tarver, wrestler statunitense (Akron, n. 1977)

## Senza attività specificata(1)
- Alec Evans, allenatore di rugby a 15 australiano